# Palácio da Propagação da Fé

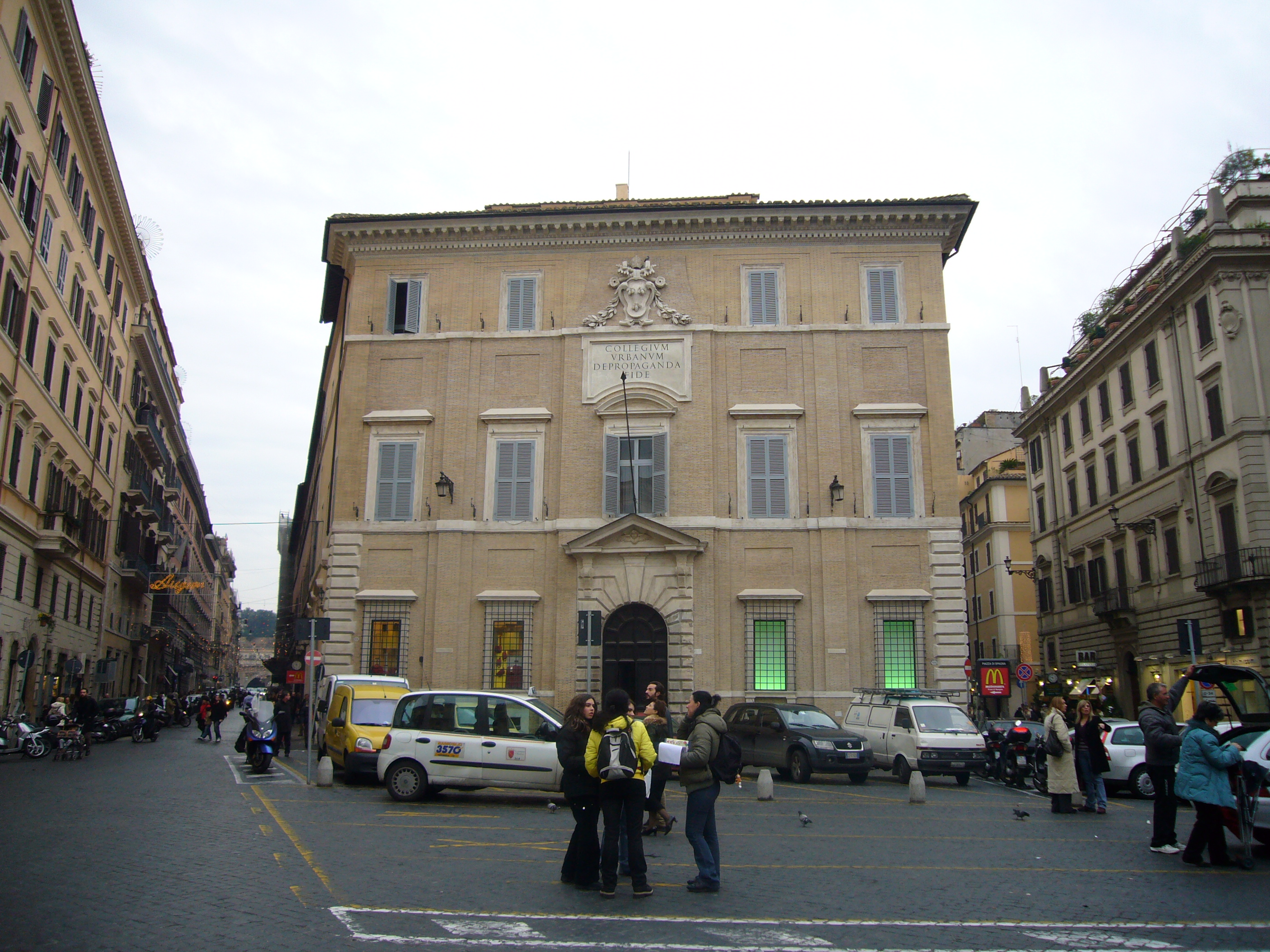
Fachada do palácio de frente para a Piazza di Spagna.

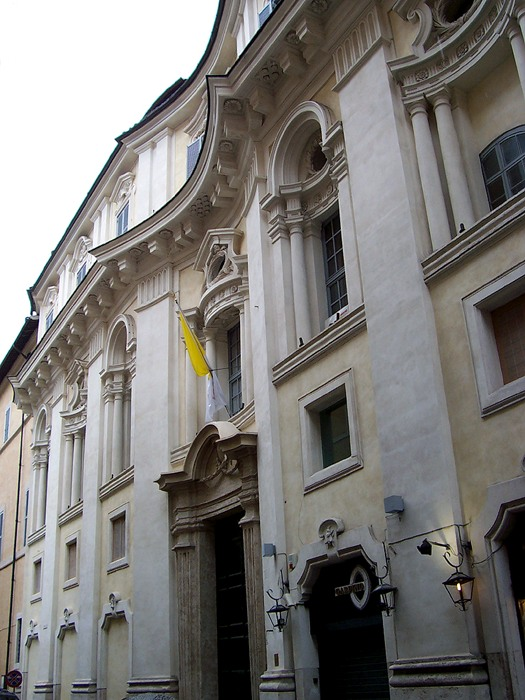
A rítmica fachada de Borromini na via di Propaganda, por onde se chega à sua Cappella dei Re Magi.

Palazzo di Propaganda Fide ou Palácio da Propagação da Fé é uma das propriedades extraterritoriais da Santa Sé nos riones Trevi e Colonna de Roma, Itália, localizado na Piazza di Spagna, de frente para a via di Propaganda.
Desde abril de 2014 este edifício obteve os privilégios da extraterritorialidade, a isenção do pagamento de impostos e a proteção contra expropriações -- assim como aconteceu com onze outros imóveis.

## História e descrição
Este edifício foi a primeira sede da Pontifícia Universidade Urbana, cujo objetivo é formar missionários católicos, fundado pelo papa Urbano VIII, e foi ampliado pelo seu irmão, o cardeal Antônio Barberini, depois de sua morte em 1644. O palácio ainda pertence à congregação, mas a maior parte de suas atividades são realizadas atualmente no Nuovo Collegio Urbano De Propaganda Fide. Desde o princípio, serviu também como sede da Sagrada Congregação para Propagação da Fé (em italiano:  Propaganda Fide), fundada em 1622 através da bula "Inscrutabili divinae" do papa Gregório XV. 
O primeiro arquiteto encarregado das obras foi Gianlorenzo Bernini, que foi substituído, em 1644, por Francesco Borromini, preferido do papa Inocêncio X. A fachada, de Borromini, está organizada em torno de poderosas pilastras entre as quais se abrem janelas laterais, côncavas, em contraste com a central, que é convexa. Uma pronunciada cornija separa o piano nobile do sótão. A sua porção central é, por sua vez, côncava. Por causa deste contínuo movimento entre formas côncavas e convexas na fachada, este palácio é considerado um dos mais importantes exemplos da arquitetura barroca de Roma.
O palácio, que abrigava a coleção etnográfica-missionária do Museu Bórgio, que depois foi levada para o Vaticano, só pode ser visitado através de apontamento prévio. No interior está ainda a Cappella dei Re Magi, também de Borromini.

## Atualidade
Em 2010, o palácio se viu envolvido numa questão judicial porque o cardeal Crescenzio Sepe, prefeito da congregação entre 2001 e 2006, foi citado pelo Ministério Público de Perúgia juntamente com o ex-ministro dos transportes, Pietro Lunardi, por causa de suspeitas e incongruências sobre a manutenção da fachada do palácio na Piazza di Spagna. A ação está em curso.